# Marco Kutscher
Marco Kutscher (Norden (Baixa Saxônia), 2 de maio de 1975) é um cavaleiro alemão. Medalhista de bronze na prova de saltos por equipes dos Jogos Olímpicos de Verão de 2004, Kutscher herdou outro bronze, desta vez na prova individual de saltos, devido ao doping do cavalo do irlandês Cian O'Connor.